# 水月寺镇
水月寺镇，是中华人民共和国湖北省宜昌市兴山县下辖的一个乡镇级行政单位。

## 行政区划
水月寺镇下辖以下地区：
水月寺社区、高岚村、石柱观村、郑家埫村、南对河村、高家坪村、野竹池村、晒谷坪村、白果园村、龙头坪村、马粮坪村、道路坪村、椴树垭村、滩淤河村、梅坪村、茅草坪村、安桥河村和树空坪村。